# Katharina Heinz
Katharina Heinz (* 27. Juni 1987 in Siegen) ist eine deutsche Skeletonpilotin.

## Sportlicher Werdegang
Katharina Heinz lebt in Siegen und startet für die RSG Hochsauerland, wo sie von Bernhard Lehmann trainiert wird. Die Seelbacherin begann 2003 mit dem Skeleton und gehört seit 2006 zum deutschen Nationalkader. Im November 2006 debütierte Heinz in Igls im Skeleton-Europacup und belegte den vierten Rang. Seit der Saison 2007/08 startet Heinz im neu geschaffenen Skeleton-Intercontinental-Cup. 
Im Januar 2008 gewann sie ein Rennen in Calgary im Rahmen des America’s Cup, nachdem sie zuvor in Park City Zweite und anschließend in Calgary Dritte in Rennen des Intercontinentalcups wurde. 2008 gelang ihr der Sieg bei den Deutschen Meisterschaften für das Jahr 2009 vor Kathleen Lorenz und Marion Trott. Am 16. Januar 2009 wurde Heinz auf der Bob- und Rodelbahn am Königssee mit einer Gesamtzeit von 1:39,48 Minuten Juniorenweltmeisterin. Die Intercontinentalcup-Saison 2008/09 verlief für Heinz äußerst erfolgreich. Zwei Rennen, beide in Park City, gewann sie, einmal wurde Heinz Zweite, Zweimal dritte. Damit platzierte sie sich in fünf der acht Saisonrennen auf dem Podium. In der Gesamtwertung platzierte sie sich vor Amy Gough und Donna Creighton auf dem ersten Platz. Anfang 2010 gelang Heinz bei den Deutschen Meisterschaften der Gewinn der Silbermedaille. Bei der Junioren-Weltmeisterschaft 2010 belegte sie den 6. Rang. In der Gesamtwertung des Intercontinentalcups 2009/10 rangierte sie mit 805 Punkten und somit mit lediglich fünf Punkten Rückstand auf die Zweitplatzierte Lucy Katherine Chaffer am Saisonende an dritter Position. Damit war sie beste Juniorin der Saison. Für die Saison 2010/11 konnte sich Heinz nach dem Rücktritt von Kerstin Szymkowiak den dritten deutschen Startplatz für den Skeleton-Weltcup sichern. In Whistler auf der Olympiabahn der Vorsaison erreichte sie als Achtplatzierte sofort eine erste Top-Ten-Platzierung. Ihre besten Resultate in der Saison waren zwei fünfte Plätze in Calgary und Cesana. Bei der Skeleton-Europameisterschaft 2011 in Winterberg wurde sie Achte, bei der Weltmeisterschaft in Königssee Sechste.
Bei der Skeleton-Europameisterschaft 2012 in Altenberg gewann sie die Vizemeisterschaft und damit ihre erste Medaille bei einer internationalen Meisterschaft.

## Außersportliches
Heinz studiert an der Hochschule Ansbach International Management, einem Bachelor-Studiengang, der speziell für Spitzensportler konzipiert wurde.  Sie ist zudem Sportsoldatin der Sportfördergruppe der Bundeswehr Warendorf.

## Auszeichnungen
2010 wurde Heinz im dritten Jahr in Folge in ihrer Heimat bei der jeweils am Jahresende durchgeführten Wahl der Siegener Zeitung in der Rangliste des Siegerländer Sports bei den Frauen aufs Podium gewählt. 2009 wurde sie Dritte, 2010 belegte sie hinter der Dauer-Siegerin Sabrina Mockenhaupt und vor Prinzessin Nathalie zu Sayn-Wittgenstein-Berleburg den zweiten Platz.